# Dánica Nishimura
Dánica Nishimura Higa (* 11. September 1996 in Lima) ist eine peruanische Badmintonspielerin.

## Karriere
Nishimura fing mit 9 Jahren an Badminton zu spielen. 2008 wurde sie in die Nationalmannschaft aufgenommen und gab bei einem internationalen Juniorenturnier ihr Debüt. Im Damendoppel zog sie 2011 bei den Colombia International 2011 zum ersten Mal in ein Endspiel bei einem Wettkampf der Erwachsenen ein. Ihren ersten internationalen Titel gewann Nishimura beim Giraldilla 2013 mit Camilla García und erspielte im selben Jahr bei der Panamerikameisterschaft 2013 in Santo Domingo die Bronzemedaille mit Daniela Macías. 2014 wurde sie bei den Colombia International 2014 Zweite, erreichte im Dameneinzel und Damendoppel bei den Suriname International 2014 das Finale und verteidigte mit Luz María Zornoza ihren Titel beim kubanischen Giraldilla 2014. Außerdem gewann sie mit Macías ihren ersten nationalen Titel bei der Peruanischen Meisterschaft 2014.
Im nächsten Jahr stand Nishimura bei vier internationalen Wettbewerben auf dem Podium. Bei der Panamerikameisterschaft 2016 war sie Teil der peruanischen Mannschaft, die die Bronzemedaille erspielte und erreichte auch im Damendoppel eine Platzierung unter den besten drei. Bei der Kontinentalmeisterschaft 2017 zog Nishimura mit Macías ins Endspiel ein, in dem sie gegen die Kanadierinnen Michelle Tong und Josephine Wu unterlagen. Neben zwei weiteren zweiten Plätzen war sie bei der Carebaco-Meisterschaft 2017 und den Mexico International 2017 sowohl im Mixed als auch im Damendoppel siegreich und triumphierte im Doppel des Weiteren bei der Peru International Series 2017, den Peru International 2017 und den Guatemala International 2017. Im Damendoppel siegte Nishimura bei der nationalen Meisterschaft und den Juegos Bolivarianos 2017.
2018 gewann sie an der Seite von Daniel La Torre die Peru Future Series 2018, war auch im Doppel bei diesem Wettkampf erfolgreich und erspielte außerdem die Titel bei den Peru International 2018, den Suriname International 2018 und den El Salvador International 2018. Bei der Panamerikameisterschaft 2018 war Nishimura Teil der Damenmannschaft, die die Bronzemedaille gewann. Bei der Peruanischen Meisterschaft 2018 verteidigte sie mit Macías ihren Titel. Bei den Südamerikaspielen 2018 in Cochabamba triumphierte Nishimura im Damendoppel und Gemischten Doppel und wurde auch Südamerikameisterin. Im folgenden Jahr war sie bei sieben internationalen Turnieren der Badminton World Federation erfolgreich. So siegte Nishamura beim Giraldilla 2019 und internationalen Wettbewerben in Peru, Benin, Bahrain, Algerien, Suriname und El Salvador und erspielte zwei Titel bei der Kontinentalmeisterschaft. Zur Saison 2019/20 wechselte Nishimura zum TSV Trittau und trat in der 2. Bundesliga an. Außerdem konnte sie die Peru Future Series 2020 und die Südamerikameisterschaft 2020 im Damendoppel gewinnen.

## Sportliche Erfolge
| Jahr | Veranstaltung                  | Platz | Disziplin   | Spielpartner      |
| ---- | ------------------------------ | ----- | ----------- | ----------------- |
| 2010 | Peruanische Meisterschaft 2010 | 3.    | Mixed       | Bruno Monteverde  |
| 2011 | Colombia International 2011    | 2.    | Damendoppel | Daniela Macías    |
| 2013 | Giraldilla 2013                | 1.    | Damendoppel | Camilla García    |
| 2013 | Panamerikameisterschaft 2014   | 3.    | Damendoppel | Daniela Macías    |
| 2013 | Peruanische Meisterschaft 2013 | 3.    | Damendoppel | Daniela Macías    |
| 2014 | Giraldilla 2014                | 1.    | Damendoppel | Luz María Zornoza |
| 2014 | Suriname International 2014    | 2.    | Damendoppel | Daniela Macías    |
| 2014 | Suriname International 2014    | 2.    | Dameneinzel |                   |
| 2014 | Colombia International 2014    | 2.    | Damendoppel | Daniela Macías    |
| 2014 | Peruanische Meisterschaft 2014 | 1.    | Damendoppel | Daniela Macías    |
| 2015 | Brazil International 2015      | 2.    | Damendoppel | Daniela Macías    |
| 2015 | Südamerikameisterschaft 2015   | 2.    | Dameneinzel |                   |
| 2016 | Panamerikameisterschaft 2016   | 3.    | Damendoppel | Daniela Macías    |
| 2016 | Panamerikameisterschaft 2016   | 3.    | Mannschaft  | Peru              |
| 2016 | Südamerikameisterschaft 2016   | 2.    | Damendoppel | Daniela Macías    |
| 2016 | Peruanische Meisterschaft 2016 | 2.    | Damendoppel | Daniela Macías    |
| 2017 | Peru International Series 2017 | 1.    | Damendoppel | Daniela Macías    |
| 2017 | Peru International Series 2017 | 2.    | Mixed       | Daniel La Torre   |
| 2017 | Carebaco-Meisterschaft 2017    | 1.    | Damendoppel | Daniela Macías    |
| 2017 | Carebaco-Meisterschaft 2017    | 1.    | Mixed       | Daniel La Torre   |
| 2017 | Mexico International 2017      | 1.    | Damendoppel | Daniela Macías    |
| 2017 | Mexico International 2017      | 1.    | Mixed       | Daniel La Torre   |
| 2017 | Guatemala International 2017   | 1.    | Damendoppel | Daniela Macías    |
| 2017 | Juegos Bolivarianos 2017       | 1.    | Damendoppel | Daniela Macías    |
| 2017 | Juegos Bolivarianos 2017       | 1.    | Mixed       | Mario Cuba        |
| 2017 | Panamerikameisterschaft 2017   | 2.    | Damendoppel | Daniela Macías    |
| 2017 | Peruanische Meisterschaft 2017 | 1.    | Damendoppel | Daniela Macías    |
| 2018 | Peru Future Series 2018        | 1.    | Damendoppel | Daniela Macías    |
| 2018 | Peru Future Series 2018        | 1.    | Mixed       | Daniel La Torre   |
| 2018 | Peru International 2018        | 1.    | Damendoppel | Daniela Macías    |
| 2018 | Mexico International 2018      | 2.    | Damendoppel | Daniela Macías    |
| 2018 | Suriname International 2018    | 1.    | Damendoppel | Daniela Macías    |
| 2018 | El Salvador International 2018 | 1.    | Damendoppel | Daniela Macías    |
| 2018 | El Salvador International 2018 | 2.    | Mixed       | Aníbal Marroquín  |
| 2018 | Südamerikaspiele 2018          | 1.    | Damendoppel | Daniela Macías    |
| 2018 | Südamerikaspiele 2018          | 1.    | Mixed       | Daniel La Torre   |
| 2018 | Südamerikameisterschaft 2018   | 1.    | Damendoppel | Daniela Macías    |
| 2018 | Panamerikameisterschaft 2018   | 3.    | Mannschaft  | Peru              |
| 2018 | Peruanische Meisterschaft 2018 | 1.    | Damendoppel | Daniela Macías    |
| 2019 | Jamaican International 2019    | 2.    | Damendoppel | Daniela Macías    |
| 2019 | Giraldilla 2019                | 1.    | Damendoppel | Daniela Macías    |
| 2019 | Peru Future Series 2019        | 1.    | Damendoppel | Daniela Macías    |
| 2019 | Benin International 2019       | 1.    | Damendoppel | Daniela Macías    |
| 2019 | Guatemala International 2019   | 2.    | Damendoppel | Daniela Macías    |
| 2019 | Bahrain International 2019     | 1.    | Damendoppel | Daniela Macías    |
| 2019 | Algeria International 2019     | 1.    | Damendoppel | Daniela Macías    |
| 2019 | Suriname International 2019    | 1.    | Damendoppel | Daniela Macías    |
| 2019 | El Salvador International 2019 | 1.    | Damendoppel | Daniela Macías    |
| 2019 | Südamerikameisterschaft 2019   | 1.    | Damendoppel | Daniela Macías    |
| 2019 | Südamerikameisterschaft 2019   | 1.    | Mixed       | Diego Mini        |
| 2020 | Uganda International 2020      | 2.    | Damendoppel | Daniela Macías    |
| 2020 | Jamaican International 2020    | 2.    | Damendoppel | Daniela Macías    |
| 2020 | Peru Future Series 2020        | 1.    | Damendoppel | Daniela Macías    |
| 2020 | Südamerikameisterschaft 2020   | 1.    | Damendoppel | Daniela Macías    |
| 2020 | Südamerikameisterschaft 2020   | 2.    | Mixed       | Diego Mini        |